# Sümeghy család

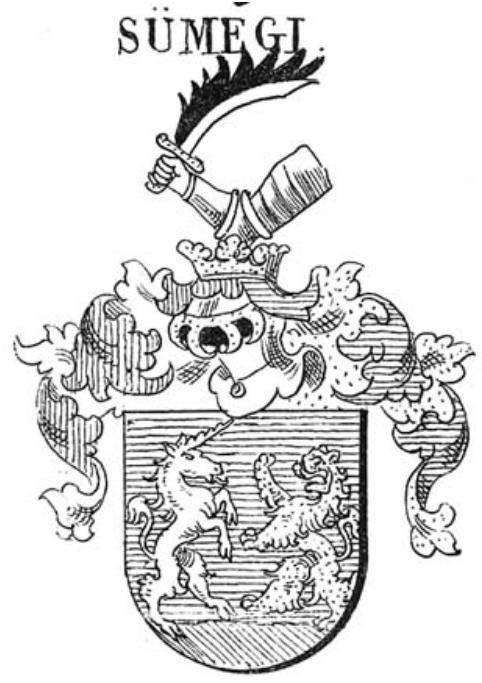
A lovászi és szentmargithai Sümeghy család címere. Rajz a Siebmacher féle címeres könyvből.

Sümeghy Mihály zalai főjegyző címeres viaszpecsétje.

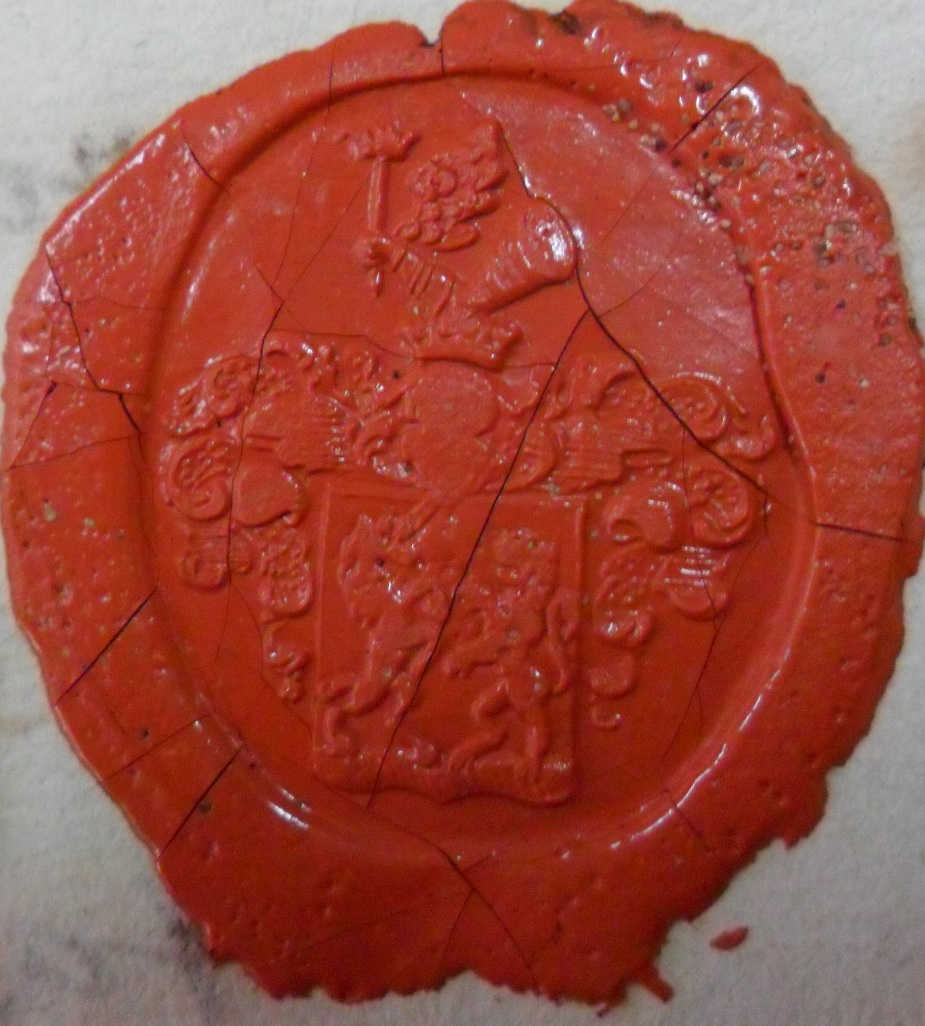
Sümeghy József alispán címeres viaszpecsétje

A lovászi és szentmargithai Sümeghy család egy tekintélyes és jómódú Zala vármegyei nemesi család, amely a 20. század elején kihalt; utolsó élő tagja, Csertán Károlyné lovászi és szentmargithai Sümeghy Magdolna (1855–1929) volt.

## A család története

### A család első nemzedékei

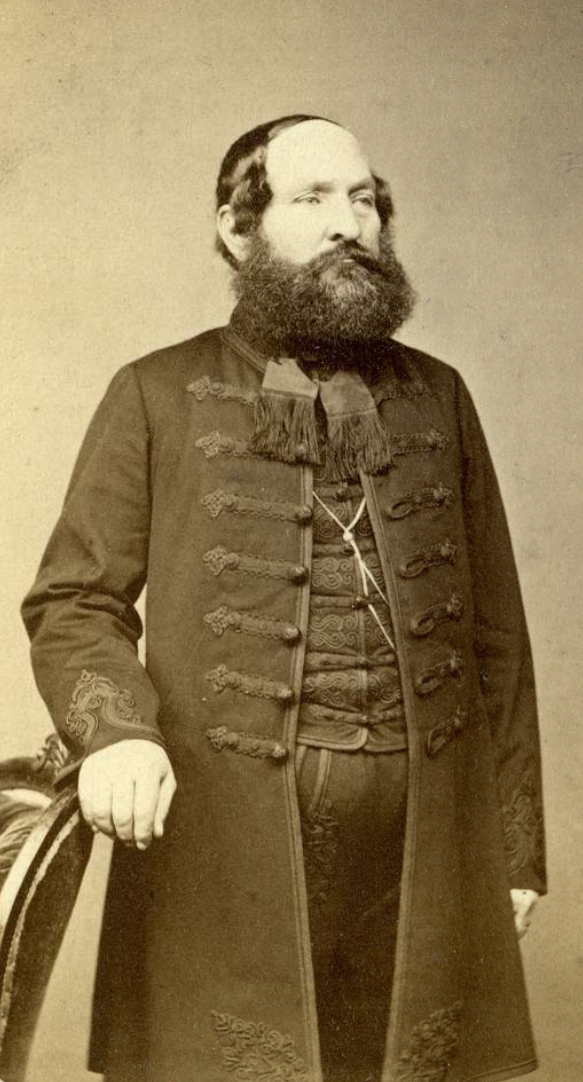
Lovászi és szentmargitai Sümeghy Ferenc (1819–1869) jogász, földbirtokos, politikus, főszolgabíró, a Deák-párt országgyűlési képviselője.

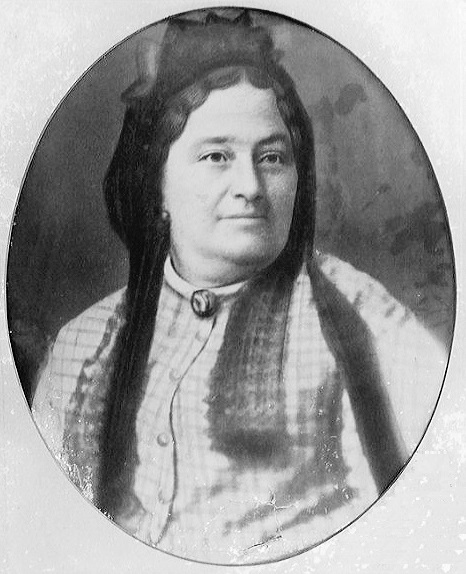
Kerkapoly Mór országgyűlési képviselőné lovászi és szentmargitai Sümeghy Mária (1823-1903), szenttamás-pusztai földbirtokos asszony.

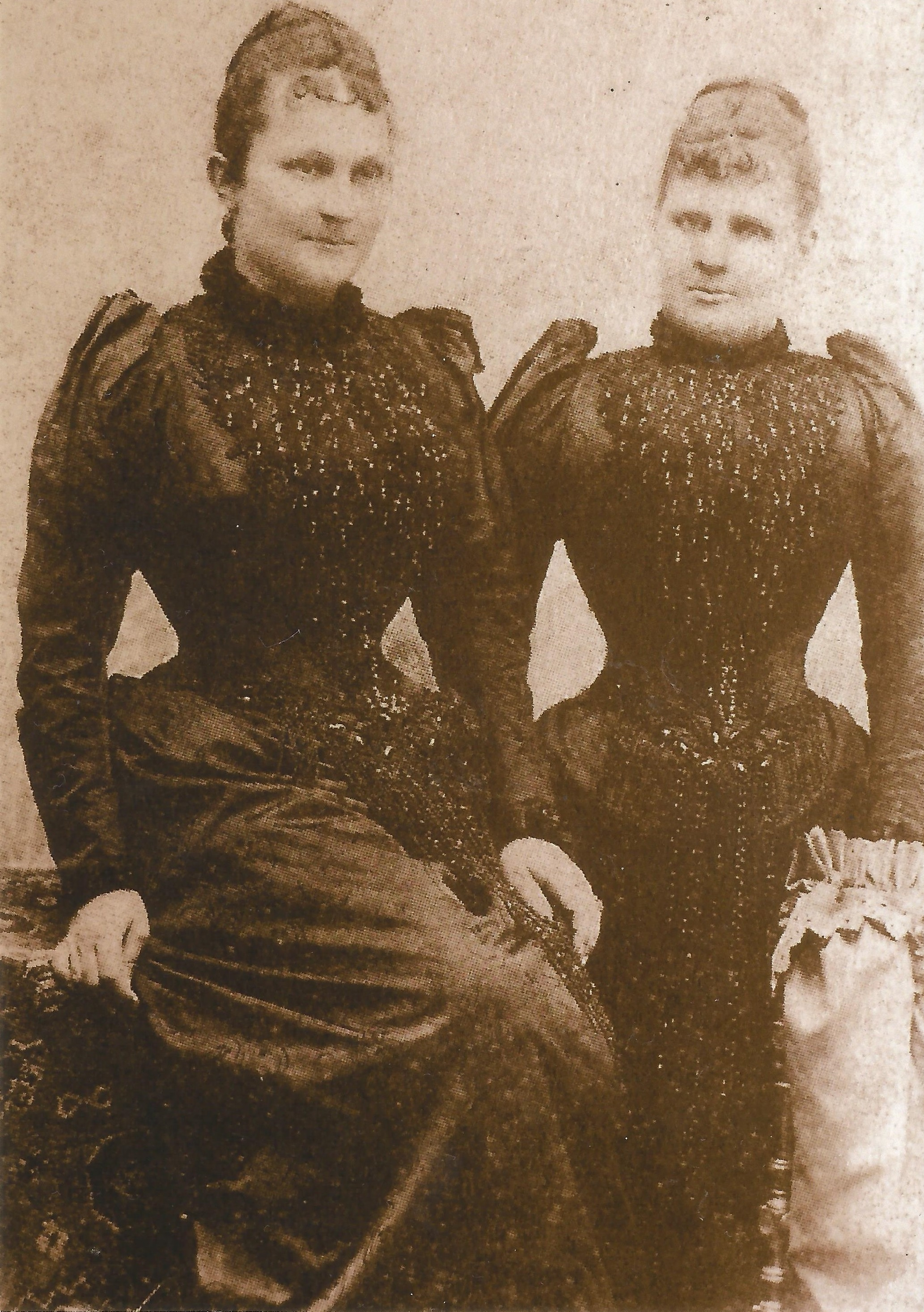
Csertán Károlyné lovászi és szentmargithai Sümeghy Magdolna (1855–1929) és leánytestvére Boldogfai Farkas Józsefné lovászi és szentmargithai Sümeghy Rozália

A nemesi család pontos eredete a mai ismert feltárt források alapján ismeretlen. A már nemesi származású Sümeghy Mihály a török korszak alatti vitézsége jutalmául III. Károly magyar királytól 1717. július 16-án címereres nemesi levelet kapott. Sümeghy Mihály, ekkor már fontos közigazgatási tisztséget töltött be: Zala vármegye főjegyzője volt 1716. szeptember 8. és 1727. augusztus 4. között. Sümeghy Mihály nagy valószínűseggel a középkor óta létező zalai nemesi Rédey másképp Sümeghy családnak a sarja lehetett, amely 1570. november 23-án címeres-levelet szerzett I. Miksa magyar királytól, és hol Rédeyként, hol Sümeghy-ként szerepelt az évszázadok során.
Sümeghy Mihály zalai főjegyzőnek a felesége a nemesi származású Foky család sarja, Foky Judit, aki 1700. november 7-én született Bágyogon a családi birtokon; Foky Judit apja, nemes Foky János (fl.1696–1729) (†1729), bagodi és kányavári földbirtokos, a keszői vár kuruc kapitánya 1704-ben, Károlyi Sándor bizalmas embere, majd Vas vármegye alispánja 1724 és 1729 között. Foky János alispánnak a nagybátyja Foky Dániel (1626–1695), 1688 és 1691 között Bécs városának a polgármestere volt. Foky János alispánnak a nagyapja Foky Imre (1570–1636), bécsi polgár és városi tanácsos, aki 1623. november 18-án III. Ferdinánd magyar királytól nemességet és címeres levelet szerzett feleségével, Pitschin Katalinnal (1595–1656); Foky Imrének az eredeti polgári foglalkozása a méz- és szilvakereskedés volt.
Sümeghy Ferencné Foky Juditnak az anyja az igen előkelő anyai ági felmenőkkel rendelkező Vas vármegyei nemesi származású kisbarnaki Farkas családból való nemes Foky János vasi alispánné kisbarnaki Farkas Judit (fl. 1687–1702) volt, akinek a szülei kisbarnaki Farkas Gábor (fl. 1673), földbirtokos és rábahídvégi Horváth Anna (fl. 1705) voltak. Sümeghy Mihályné Foky Juditnak az anyai nagyapai dédanyja a dunántúli Zichy család köznemesi ágának a sarja, kibarnaki Farkas Mihályné zicsi Zichy Dorottya (fl. 1624) volt, akinek a szülei zicsi és zajki Zichy Mihály (fl. 1583–1641), Sopron vármegyei szolgabíró, Vas vármegye szolgabírája, földbirtokos, és domölki Dömölky Katalin voltak. Zichy Mihály szolgabírónak a szülei zicsi Zichy György (fl. 1548–1604), Moson és Vas vármegye alispánja, földbirtokos és asszonyfalvi Ostffy Anna (fl. 1527–1558) voltak; Zichy Györgyné Ostffy Anna szülei asszonyfalvi Ostffy Domokos (fl. 1549), földbirtokos, és szántói és széplaki Botka Veronika (fl. 1558) voltak, nagyszülei asszonyfalvi Ostffy Ferenc (fl. 1485–1520), Sopron vármegye főispánja, földbirtokos, és az alsólendvai Bánffy családból való alsólendvai Bánffy Petronella (fl. 1498–1523) voltak. Ostffy Ferencné alsólendvai Bánffy Petronella szülei alsólendvai Bánffy Miklós (fl. 1453–1501) ajtónállómester, nagybirtokos és a Piast-házból való herceg Sagani Margit (fl. 1500–1502) voltak. Kisbarnaki Farkas Mihályné Zichy Dorottyának az első fokú unokatestvére is zicsi és vázsonkeöi gróf Zichy István (1616–1692) tárnokmester volt.
Sümeghy Mihály és Foky Judit házassága révén az alsó- és felsőbagodi földbirtok részek jutottak a Sümeghy család kezébe, ahol a gyermekei az 1710-es évek végén és 1720-as évek folyamán születtek. 1727. február 17-én Sümeghy Mihály apósával, Foky Jánossal együtt, Skublics Sándort (1695–1754) perelte be, aki két évvel korábban a Bagod melletti Csatfán birtokrészt vásárolt boczföldi Visy Istvántól, de a felpereseket, azaz a szomszédokat, nem értesítette erről. Mivel ez a helyzet sértette az ország törvényeit, Sümeghy Mihály és Foky János igazságszolgáltatást követeltek a királyi ítélőtáblától. A 18. század elején a Sümeghyék rokoni kapcsolatba kerültek az ákosházi Sárkány család köznemesi ágával. Sárkány Gábor zalai főszolgabírónak és szenterzsébeti Terjék Juliannának a fia, Sárkány Imre, feleségül vette Sümeghy Annát. Fivére Sárkány István, aki az első nejének, Hertelendy Erzsébetnek a halála után, Sümeghy Erzsébetet vette feleségül 1735. június 6-án Bagodvitenyéden. Mindkettő Sümeghy leánytestvér Sümeghy Mihály főjegyző és Foky Judit lánya volt.

### József ága
Sümeghy Mihály és Foky Judit egyik fiúgyermeke Sümeghy József 1743. szeptember 22-én Szenttamáson feleségül vette prosznyákfalvi Prosznyák Évát (1725–1779), prosznyákfalvi Prosznyák Lászlónak és az ősrégi Buzád-Hahót nembeli csányi Csány Anna asszonynak a lányát; Prosznyák Lászlóné Csány Anna szülei csányi Csány Ferenc, földbirtokos, és rumi és rábadoroszlói Rumy Mária voltak. Prosznyák Lászlóné Csány Anna fivére csányi Csány György (†1767), Zala vármegye alispánja, földbirtokos volt; Az apai nagyszülei Csányi Bernát (†1664), várkapitány, földbirtokos és radoványi Keczer Anna (1657-1665) voltak, az anyai nagyapja nagyunyomi Akács László (fl. 1691), földbirtokos volt.
Sümeghy József és Prosznyák Éva házassága rövidnek bizonyult, mivel kevesebb mint 6 év az esküvő után a férj elhunyt; Prosznyák Éva, pedig 1749. július 3-án Rábahídvégén muzsaji Dóczy Antal úrhoz ment férjhez. Sümeghy József és Prosznyák Éva frigyéből származott Sümeghy Judit (1746–1801), akinek az első férje forintosházi Forintos Ádám (1732–1781), táblabíró, mihályfai földbirtokos volt. Férje halála után özvegy Forintos Ádámné Sümeghy Judit újra ment férjhez; 1782. augusztus 3.-án feleségül vette Mihályfán marosi Nagy András (1742–1798), táblabíró, mihályfai földbirtokos; Nagy András és Sümeghy Judit frigyéből 3 gyermek született, azonban a családot marosi Nagy András első felesegétől parragi Parraghy Annától  (1747-1782) származó gyermekei vittek tovább. Forintos Ádám és Sümeghy Judit egyik lánya forintosházi Forintos Magdolna (1772-1850), akinek a férje nemes Oszterhueber Mihály (1768-1807), táblabíró, földbirtokos volt.

### Ferenc ága
Sümeghy Mihály zalai főjegyzőnek és nemes Foky Juditnak a másik fiúgyermeke nemes Sümeghy Ferenc 1723. április 14-én született Bagodban; keresztszülei, sidi Sidy Pál zalai főszolgabíró és felesége galánthai Bessenyey Erzsébet úrnő voltak. Sümeghy Ferenc (1723–†c.1766), táblabíró, alsó- és felső-Bagodi, valamint söjtöri, alsóapáti, és molnári földbirtokos volt. Sümeghy Ferenc földbirtokos lett Söjtörön, amikor 1749. április 14-én Szenttamáson feleségül vette a pókafalvi Póka család sarját, pókafalvi Póka Márianna (1728–1797) kisasszonyt, akinek a szülei pókafalvi Póka Gábor (fl. 1728-1752), 1741-ben vasi insurgens kapitány, földbirtokos és szenttamási Bertalan családból való Bertalan Klára voltak. A házasságkötésnél a tanúk jakabházi Sallér István (1690–1761), alnádor, Vas vármegye táblabírája, nádasdi Nádasdy Klára (1685–1765) férje voltak, akik a Bertalan és a Sümeghy családoknak a rokonai voltak; nemes Foky Benedek, tatai apát, prépost, áldotta meg az esküvőt. Sümeghy Ferencné Póka Marianna anyai nagyanyja szenttamási Bertalan Ádámné nádasdi Nádasdy Mária volt, a Nádasdy család köznemesi ágának a leszármazottja, aki idősebb Sallér Istvánné Nádasdy Klárának a nővére volt. Bertalan Ádámné Nádasdy Mária szülei nádasdi Nádasdy Tamás (fl. 1678), földbirtokos és meszléni Meszlény Éva (fl. 1688–1699) voltak, akiknek a Vas megyei Rábahídvég melletti rábamolnári jószágainak egy részét pereskedések során a Sümeghy és a Póka családok valamint több más atyafi családdal együtt örökölték meg. Nádasdy Tamásnak a szülei Nádasdy Boldizsár (fl. 1636–1664), Vas vármegye alispánja, országgyűlési követe, földbirtokos, és tarródi és németszecsődi Tarródy Orsolya (fl. 1628–1638) voltak. Nádasdy Tamásné Meszlényi Éva szülei pedig meszléni Meszlény Benedek (fl. 1620–1660), az 1646 és 1656 közötti vasi alispán, vármegyei követ, földbirtokos és kerecseni Szalay Katalin (fl. 1667) voltak. Bertalan Ádámné Nádasdy Mária felmenői között a lengyeltóti Lengyel-, a dalkai Hathalmy-, a némai Kolos-, a bisági Geréczy- a nádasdi Darabos-, a szapári Szapáry-, valamint a  ghyczi és assa ablanczkürthi Ghyczy családok találhatóak.
Sümeghy Ferencné Póka Marianna anyai dédszülei szenttamási Bertalan István (fl. 1673–1687), földbirtokos, alszolgabíró, Vas vármegyei esküdt, valamint nemes Kerpacsics Katalin (fl. 1691) úrnő voltak; Bertalan Istvánné Kerpacsics Katalinnak a szülei Kerpacsics István (fl. 1636-1657), zalaegerszegi kapitány és a Buzád-Hahót nembeli csányi Csány Katalin (fl. 1666) voltak. Kerpacsics István 1645 és 1647 között zalaegerszegi vicekapitány, majd 1647 és 1657 között egerszegi kapitány, és később 1659-ben zalakomári vicekapitány volt; Kerpacsics Istvánné Csány Katalinnak a szülei csányi Csány Imre (fl. 1592–1652), földbirtokos, és pölöskefői Eördögh Kata voltak; nagyszülei Csány Bernát (fl. 1549–1581), Zala vármegye alispánja, országgyűlési követe, földbirtokos és bagonyai Kövér Magdolna voltak. Birtok pereskedések során igazolták származásúkat és hogy a már kihalt Háshágyi család leányági leszármazottjai is voltak és ezután egyenesági törvényes örökösei a söjtöri birtokrészeknek; Csány Imréné Eördögh Katalinnak az ősanyja Háshágyi Katalin (fl. 1476), akinek a férje 
hídvégi Polányi Osvát (fl. 1458-1518), szlavón vice-bán, Vas vármegye alispánja, földbirtokos, és egyben lánya volt Háshágyi István (fl. 1440–1493) országbírói ítélőmesternek, valamint rokona Háshágyi Dénes (fl. 1483–1536), nagykanizsai várnagynak, és Háshágyi Imre (fl. 1536–1577), Zala vármegye alispánjának, akik már földet bírtak Söjtörön a 15. században.
Az úrbérrendezés korában özvegy Sümeghy Ferencné Póka Mária szerepelt mint alsó- és felső-Bagodi, molnári, alsóapáti, söjtöri, és csehi birtokos, összesen 205 úrbéri holdja, 19 jobbágya és 19 házas zsellére volt. Sümeghy Ferencné Póka Marianna húga, nemesságodi Szvetics Mihályné pókafalvi Póka Klára (1734–1811), aki Póka Gábor második feleségétől eörsi Eörssy Krisztinától származott; Póka Klára férjének, Szvetics Mihálynak a nagybátyja pedig gróf nemesságodi és pleterniczai Szvetics Jakab (1703–1781), kamarás, királyi tanácsos, a Szent István Rend lovagja, Pest-Pilis-Solt vármegye főispánja, királyi személynök volt. Öreg korára, a gyermek nélküli özvegy Szvetics Mihályné Póka Klára, nővéréhez, Sümeghy Ferencné Póka Mariannához költözött Alsóbagodra, ahol végül el is hunyt 1811-ben.
Sümeghy Judit (1754–1820), Sümeghy Ferenc (1723-†c.1766) táblabíró, földbirtokos és pókafalvi Póka Marianna (1728–1797) lánya, Alsóbagodban született majd ugyanott 1772 április 26-án férjhez ment boldogfai Farkas Jánoshoz (1741–1788) földbirtokoshoz, a későbbi Zala vármegyei főjegyzőhöz. A vőlegénynek a szülei boldogfai Farkas Ferenc (1713–1770), Zala vármegye alispánja, táblabíró, jómódú földbirtokos, és a barkóczi Rosty családból származó barkóczi Rosty Anna (1722–1784) voltak. Boldogfai Farkas János Zala vármegyei Ítélőszék elnöke ("Inclyti Sedis Iudiciaria Comitatus Szaladiensis Praeses") volt 1787 és 1788 között, valamint Zala vármegye főjegyzője 1773 és 1786 között. Farkas Jánosné Sümeghy Judit úrnőnek két öccse volt: az egyik a legfiatalabb Sümeghy Ferenc (1761–1805), táblabíró, aki nőtlen maradt és ugyanott hunyt el ahol született is, azaz Alsóbagodban; a másik öccse a szintén bagodi születésű Sümeghy József (1757–1832), aki majd királyi tanácsos és zalai első alispán lett. Özvegysége alatt, az öccse Sümeghy József lett a jogi képviselője, a teljhatalmú megbízottja. Sümeghy Judit és Sümeghy József jó viszonyt ápoltak, 1806. május 12-én osztályos megállapodást kötöttek a söjtöri erdő egyenlő részekre osztásával kapcsolatban.

### Sümeghy József alispán és leszármazottjai
Sümeghy József (1757–1832), Zala vármegye jegyzője, Sümeghy Ferenc táblabíró és pókafalvi Póka Marianna gyermeke, 1794. október 13-án Sümeghy Ferenc öccsével együtt adományt kapott I. Ferenc magyar királytól a Zala vármegyei Lovászi és Szentmargita nevű birtokokra. Onnantól a család a két nemesi előnevet kezdte használni: "lovászi és szentmargitai" Sümeghy család lett.
Sümeghy József a legnagyobb családi birtokra, Söjtörre költözött ahol gyermekei születettek. Később, 1782-ben, Sümeghy József a Királyi Tábla jegyzőjeként, majd 1786-ban alszolgabíróként tevékenykedett. 1797-ben, Zala vármegye alispánja, és királyi tanácsos lett. Egy vitatott szerepet töltött be az akkori történelemben. A későbbi zalai főispánnal, várkonyi Amadé Antal gróffal, igen közeli kapcsolatba került, és igen heves Habsburg párti támogató politikai tevékenységeket végeztek. Minden áron el akarták fogadtatni Zalában a király törvényeit a helyi nemesek körében, ami nagy viszályt okozott.
Sümeghy József alispán első felesége lovászi Jagasics Júlia (1775–1804), a Jagasics családból való lovászi Jagasics András (1728–1786) zalai alispán és rábabogyószlói Vajda Sára lánya volt, akit 1791. június 26-án vett el Muraszemenyén. Az első házásságából született: Sümeghy Mihály (1793–1850) főszolgabíró a kapornaki járáson két ízben (1821–1823) és (1825–1828), Sümeghy Judit Marianna (1792–1880), aki 1807. április 29-én Söjtörön férjhez ment Bertha Ignác (1780–1847) Vas vármegye alispánjához; Bertha Ignác és Sümeghy Judit egyben dukai és szentgyörgyvölgyi Széll Kálmán (1843–1915) miniszterelnöknek az anyai nagyszülei voltak. Sümeghy József alispán és lovászi Jagasics Júlia további gyermekei: Sümeghy Borbála (1797–1834) liptó-téplai Dvornikovics Mihály (1792–1838) felesége, aki liptó-téplai Dvornikovics Kristóf (1754–1801), Zala vármegye főadószedője, földbirtokos és ákosházi Sárkány Borbála (1764–1821) fia volt; és Sümeghy József (1799–1843), táblabíró, aki feleségül vette guári és felsőszelestei Guáry Jusztinát (1801–1854), Guáry Miklós (1766–1839) királyi udvarnok és soproni főjegyző lányát. Sümeghy József és Guáry Jusztina egyetlen gyermeke lovászi és szentmargitai Sümeghy Jusztina (1827–1871), akinek a férje, bezerédi Bezerédj Gyula (1823–1869), táblabíró, földbirtokos;  Bezerédj Gyula szülei bezerédi Bezerédj Vince (1796–1832), táblabíró, földbirtokos, és nemes Vörös alias Kovács Anna Mária (1795–†?) voltak.
Az özvegy Sümeghy József (1757–1832) zalai alispán 1816. augusztus 6-án újra nősült meg Zalaegerszegen: második felesége a nála 34 évvel fiatalabb Málits Róza (1791–1851) volt, akitől származott a egy fiú- és két leánygyermeke. Az egyik leányuk Sümeghy Franciska (1813-1890), aki 1830. december 4-én Söjtörön kötött házasságot felsőeőri Fábián István (1792–1848), táblabíró, zalaegerszegi ügyvéddel. Fábián István első felesége nagyunomyi Sényi Terézia volt, aki korán hunyt el; szülei pedig felsőeőri Fábián Ferenc és Pamhack Erzsébet zalaegerszegi lakosok voltak. Sümeghy József és Málits Róza frigyéből szintén született lovászi és szentmargitai Sümeghy Mária (1823–1903), aki Kerkapoly Mór (1821–1888), 1848-as honvéd, országgyűlési képviselő felesége volt, és lovászi és szentmargitai Sümeghy Ferenc (1819–1869), aki főszolgabíróként tevékenykedett a kapornaki járáson (1844–1849) és később országgyűlési képviselőként. Sümeghy Ferenc 1848. április 30-án Söjtörön feleségül vette séllyei Séllyey Magdolna Rozália Mária Krisztina (1822–1901) kisasszonyt, akinek a szülei Séllyey Elek (1788–1850) zalai másodalispán, földbirtokos, és nemes Csertán Rozáia (1795–1885) voltak. Séllyey Elek, kehidai Deák Ferenc közeli barátja volt, és ironikusan lánya apósát, Sümeghy József alispánt, erősen bírálta évekkel korábban.
Sümeghy Ferenc volt a család utolsó férfi tagja; neje Séllyey Magdolna három lánnyal áldotta meg őt: Sümeghy Mária (1850-1885), aki pártában maradt és fiatalon húnyt el, Sümeghy Rozália (1858-1924) boldogfai Farkas József (1857-1951) zalai politikus házastársa, és Sümeghy Magdolna Emilia (1822-1929) Csertán Károly (1845-1919) Zala vármegye alispánjának a neje. Ekkortájt, a Sümeghyek már több generáció óta laktak Söjtörön, hiszen József alispán első feleségétől származott gyermekei már ott születtek. Sümeghy Magdolna és Rozália elhunytával kihalt a család.
Az 1897-es mezőgazdasági összeírásbanözvegy lovászi és szentmargitai Sümeghy Ferencné séllyei Séllyey Magdolna asszonyság jómódú zalai köznemesi birtokosnak számított: pontosan 1.391 kataszteri holddal rendelkezett Söjtörön, 196 szarvasmarhája, 45 lova, 125 sertése, és 1.452 juha volt.

## Családi címer
A családi címert Sümeghy Mihály zalai főjegyző 1717. július 16-án szerezte adományban III. Károly magyar királytól.
Címerleírás: Egy kék színű, álló katonai pajzsot, amelynek alját szélesen kiterjedő zöld mező foglalja el, amelynek területén jobb felől ezüst egyszarvú, bal felől pedig természetes módon lefestett, széttárt hátsó lábú, elülső [lábait] pedig mintegy ragadásra kinyújtó, tátott szájú és vörös nyelvét költő oroszlán látható, amint kölcsönös nézéssel egymásra tekintenek; a pajzson végül egy rácsos avagy nyílt katonai sisak fekszik királyi koronával ékesen, s abból egy vörös ruhaujjal borított és öklében egy megkoronázott kardot avagy szablyát s egyszersmind egy kiterjesztett sasszárnyat tartó emberi kar emelkedik ki. A sisak csúcsáról avagy ormáról pedig az innenső oldalon vörös és ezüst, a túlsón pedig arany és kék cafrangok avagy foszladékok a pajzs széleire.

## A család leszármazása a kihalásáig a 20. század elejéig
- A1. Mihály, Zala vármegye főjegyzője 1716 és 1727 között, földbirtokos. Felesége: nemes Foky Judit (*Bágyog, 1700. november 7.).
  - B1. Erzsébet (*Alsóbagod, 1719. augusztus 23.–† ?). Férje: ákosházi Sárkány István, kapornaki főszolgabíró, földbirtokos.
  - B2. Anna. Férje: ákosházi Sárkány Imre, földbirtokos.
  - B3. József, táblabíró, földbirtokos. Felesége: prosznyákfalvi Prosznyák Éva (*Rábahídvég, 1725. január 24.–† Gyulakeszi, 1779. április 16.)
    - C1. Judit (*Rábahídvég, 1746. április 6.–†Szentliszló, 1801. május 24.) Első férje: forintosházi Forintos Ádám (*Mihályfa, 1732. április 17.– †Mihályfa, 1781 augusztus 28.), táblabíró, földbirtokos. Második férje: marosi Nagy András (*Tekenye, 1742. november 25.–†Pusztaszentlászló,1798. december 27.), táblabíró, mihályfai földbirtokos.

  - B4. Ferenc (*Alsóbagod, 1723. április 14.–† ?), táblabíró, földbirtokos. Felesége: pókafalvi Póka Marianna (*1728.– †Alsóbagod, 1797. február 14.).
    - C1. Judit (*Alsóbagod, 1754. február 28.– †Alsóbagod, 1820. február 15.). Férje: boldogfai Farkas János (*Boldogfa, Zala vármegye, 1741. november 17.– †Zalaegerszeg, Zala vármegye, 1788. november 12.), jogász, Zala vármegye főjegyzője, Zala vármegyei Ítélőszék elnöke ("Inclyti Sedis Iudiciaria Comitatus Szaladiensis Praeses") 1787 és 1788 között, a királyság hites ügyvédje ("Advocatus  per regnum Hungariae juratus causarum fori utriusque"), táblabíró, földbirtokos, ideiglenesen Zala vármegyei másodalispán 1783-ban.
    - C2. József (Alsóbagod, 1757. március 20.– Söjtör, 1832. március 10.)  királyi tanácsos, Zala vármegye alispánja, táblabíró, a zalai aulikusok egyik vezetője, földbirtokos. Első felesége: lovászi Jagasics Julianna (*Zalapataka, 1775. január 30.–†Söjtör, 1804. szeptember 15.). Második felesége: Málits Rozália (*Türje, 1791. augusztus 31.–†Söjtör, 1851. április 22.).
      - D1. (1. házasságból) Judit Marianna (*Söjtör, 1792. július 14.–†Tömörd, 1880. október 23.). Férje: felsőeőri Bertha Ignác Péter (*Rábahídvég, Vas vármegye, 1780. július 29. – Rábahídvég, 1847. február 4.), Vas vármegye alispánja, földbirtokos.
      - D2. (1. házasságból) Mihály Ferenc (*Söjtör, Zala vármegye, 1793. október 20. -†Nagykanizsa, 1850. december 5.) Zala-, Somogy- és Varasd vármegyei táblabíró, konzervativ politikus a reformkori Zalában, jogász, kapornaki főszolgabíró, földbirtokos.
      - D3. (1. házasságból) Anna Borbála (*Söjtör, 1795. március 5.–†Söjtör, 1795. szeptember 22.)[46]
      - D4. (1. házasságból) Borbála (*Söjtör, 1797. november 24.–†Nagylengyel, 1834. május 12.).[47] Férje: liptó-téplai Dvornikovics Mihály Lajos (*Nagylengyel, 1792. szeptember 20.–†Nagylengyel, 1836. augusztus 26.) zalai szolgabíró, földbirtokos.
      - D5. (1. házasságból) József László (*Söjtör, 1799. február 17.–†Zalaegerszeg, 1843. március 2.), táblabíró, földbirtokos.[48] Felesége guári és felsőszelestei Guáry Jusztina (*Guár, 1801. október 3.–†Guár, 1854. április 19.)
        - E1. Jusztina Innocentia Anna (*Szentmargita, 1827. július 28.– †Zalaegerszeg, 1871. november 16.). Férje: bezerédi Bezerédj Gyula (*Vámoscsalád, 1823. június 25.–†Zalaegerszeg, 1869. október 29.), táblabíró, földbirtokos.

      - D6. (1. házasságból) László (*Söjtör, 1800. június 14.–†Söjtör, 1802. február 19.)
      - D7. (1. házasságból) János (*Söjtör, 1800. június 14.–†Söjtör, 1801. május 29.)[49][50]
      - D8 (2. házasságból) Franciska Mária (*Söjtör, 1813. február 18.–†Söjtör, 1890. június 24.).[51] Férje: felsőeőri Fábián István (*Zalaegerszeg, 1792. december 25.–†Zalaegerszeg, 1848. április 17.), táblabíró, ügyvéd.
      - D9. (2. házasságból) Antal (*Söjtör, 1814. június 10.–†Söjtör, 1828. november 15.).[52]
      - D10. (2. házasságból) Sándor (*Söjtör, 1817. február 16.–†Söjtör, 1817. február 18.)[53]
      - D11. (2. házasságból) Ferenc Imre (*Söjtör, 1819. október 19. –†Söjtör, 1869. április 26.), országgyűlési képviselő, földbirtokos. Neje: séllyei Séllyey Magdolna (1822-1901).
        - E1. Mária Karolina Rozália (*Söjtör, 1849. május 16. –†Söjtör, 1885. szeptember 9.), aki hajadonként hunyt el.[54]
        - E2. Magdolna Emília (*Söjtör, 1855. április 9. –†Alsóbagod, 1929. október 16.). Férje, nemes Csertán Károly Imre (*Nemesapáti, Zala vármegye, 1845. október 27. –†Alsóbagod, Zala vármegye, 1919. május 25.), jogász, 20 évig Zala vármegye alispánja, földbirtokos, a Zalamegyei nemesi és alapítványi választmány tagja, a "Zalamegyei Gazdasági Egyesület" tagja.
        - E3. Rozália (*Söjtör, 1857. december 19. –†Felsőbagod, 1924. március 27.). Férje, boldogfai Farkas József (*Alsóbagod, Zala vármegye, 1857. január 28. –†Söjtör, Zala megye, 1951. október 17.), politikus, jogász, földbirtokos, a Katolikus Néppárt országgyűlési képviselője, Zala vármegyei közigazgatási bizottságának a tagja, a Zala megyei nemesi pénztár gondnoka, a "Zalavármegyei Gazdasági Egyesület"nek a tagja.

      - D12. (2. házasságból) Mária (*Söjtör, 1823. augusztus 7.–†Szenttamás-puszta, 1903. december 18.). Férje, Kerkapoly Mór (*Kővágóörs, 1821. december 10.–†Szenttamás-puszta, 1888. március 26.), 1848-as huszár őrnagy, országgyűlési képviselő.
      - D13. (2. házasságból) Magdolna (*Söjtör, 1824. december 22.–†Söjtör, 1826. május 9.)[55]
      - D14. (2. házasságból) Ilona (*Söjtör, 1827. november 20.–†Söjtör, 1827. november 22.)[56]
      - D15. (2. házasságból) Emília (*Söjtör, 1829. május 13.–†Söjtör, 1829. május 16.)[57]
      - D16. (2. házasságból) István (*Söjtör, 1830. augusztus 29.–†Söjtör, 1830. szeptember 1.)[58]

    - C3. Ferenc, (*Alsóbagod, 1761. március 9.–†Alsóbagod, 1805. november 8.), táblabíró, földbirtokos. Nőtlen.

## A család jelentősebb tagjai
- nemes Sümeghy Mihály, Zala vármegye főjegyzője 1716 és 1727 között, földbirtokos.
- nemes Sümeghy Ferenc (1723–†c.1766), táblabíró, alsó- és felső-Bagodi, valamint söjtöri, alsóapáti, és molnári földbirtokos.
- lovászi és szentmargitai Sümeghy József (1757–1832), Zala vármegye alispánja, királyi tanácsos, a zalai aulikusok egyik vezetője, földbirtokos.
- lovászi és szentmargitai Sümeghy Mihály (1793–1850) Zala-, Somogy- és Varasd vármegyei táblabíró, konzervativ politikus a reformkori Zalában, jogász, kapornaki főszolgabíró, földbirtokos.[59]
- lovászi és szentmargitai Sümeghy Ferenc (1819–1869), főszolgabíró az 1848-as szabadságharc alatt, a Deák-párt országgyűlési képviselője, földbirtokos.

## Rokon családok házasság révén
- Bertha család (felsőeőri)
- Bezerédj család (bezerédi)
- Csertán család (nemes)
- Dvornikovics család (liptó-téplai)
- Fábián család (felsőeőri)
- Farkas család (boldogfai)
- Foky család (nemes)
- Forintos család (forintosházi)
- Guáry család (guári és felsőszelestei)
- Jagasics család (lovászi)
- Kerkapoly család (nemes)
- Nagy család (marosi)
- Póka család (pókafalvi)
- Prosznyák család (prosznyákfalvi)
- Sárkány család (ákosházi)
- Séllyey család (séllyei)